# 스타세일러
스타세일러(Starsailor)는 잉글랜드 위건에서 결성된 얼터너티브 록 밴드이다.

## 멤버
- 제임스 윌쉬 - 1980년 6월 10일생 (기타, 보컬)
- 베리 웨스트헤드 - 1977년 5월 13일생 (키보드)
- 제임스 '스텔' 스텔폭스 - 1976년 3월 23일생 (베이스)
- 벤 번 - 1977년 3월 8일생 (드럼)

## 디스코그라피

### 정규 앨범
- 《Love Is Here》- 2001년
- 《Silence Is Easy》- 2003년
- 《On the Outside》- 2005년
- 《All the Plans》- 2009년
- 《All this Life》- 2017년